# 4232 Aparicio
4232 Aparicio este un asteroid din centura principală, descoperit pe 13 februarie 1977 de Mario Cesco.